# Campestre
Campestre là một đô thị thuộc bang Alagoas, Brasil. Đô thị này có diện tích 150 km², dân số năm 2007 là 6203 người, mật độ 41,35 người/km².